# Rivellino

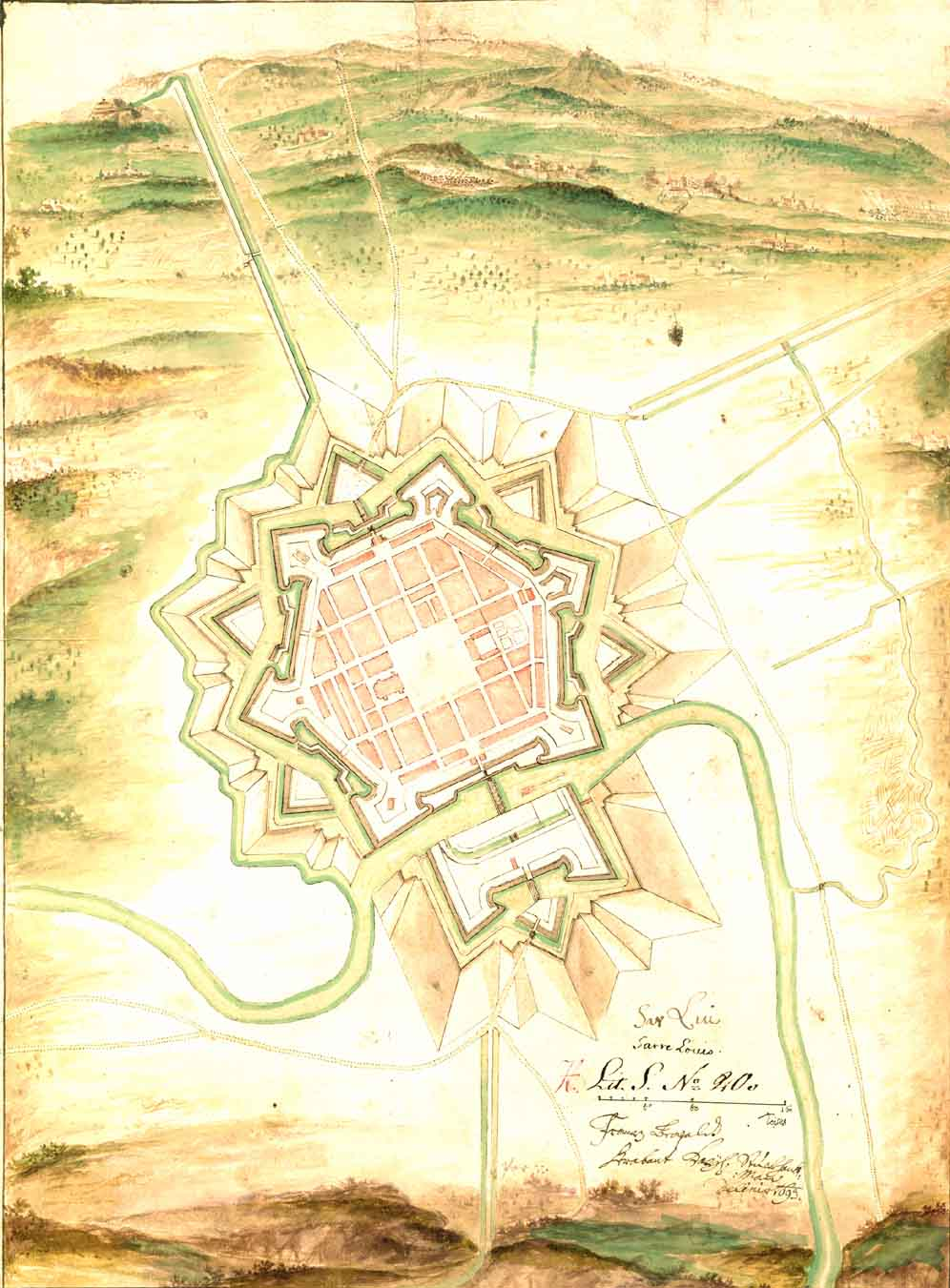
La pianta della fortezza di Saarlouis mostra chiaramente il rivellino staccato dalla struttura principale

Un  rivellino  o revellino è un tipo di fortificazione indipendente generalmente posto a protezione di una porta di una fortificazione maggiore. La grande diffusione della struttura, soprattutto nell'ambito della fortificazione alla moderna, ha diffuso la parola in tutta Europa (inglese e francese ravelin, spagnolo revellín, portoghese revelim), ma ne ha contemporaneamente sfumato il significato, cosicché spesso sono etichettate come rivellini strutture di varia natura.

## Etimologia
La probabile origine va ricercata in una formazione del tipo iterativo re + vallare cioè fortificare di nuovo, da cui un latino tardo revallo; l'analogia con "ripa", "riva" (che darebbe la forma intermedia rivallo) avrebbe, per metafonia, portato alla forma rivello. Trattandosi di opere in genere di ridotte dimensioni, si sarebbe poi affermato il diminutivo "rivellino".

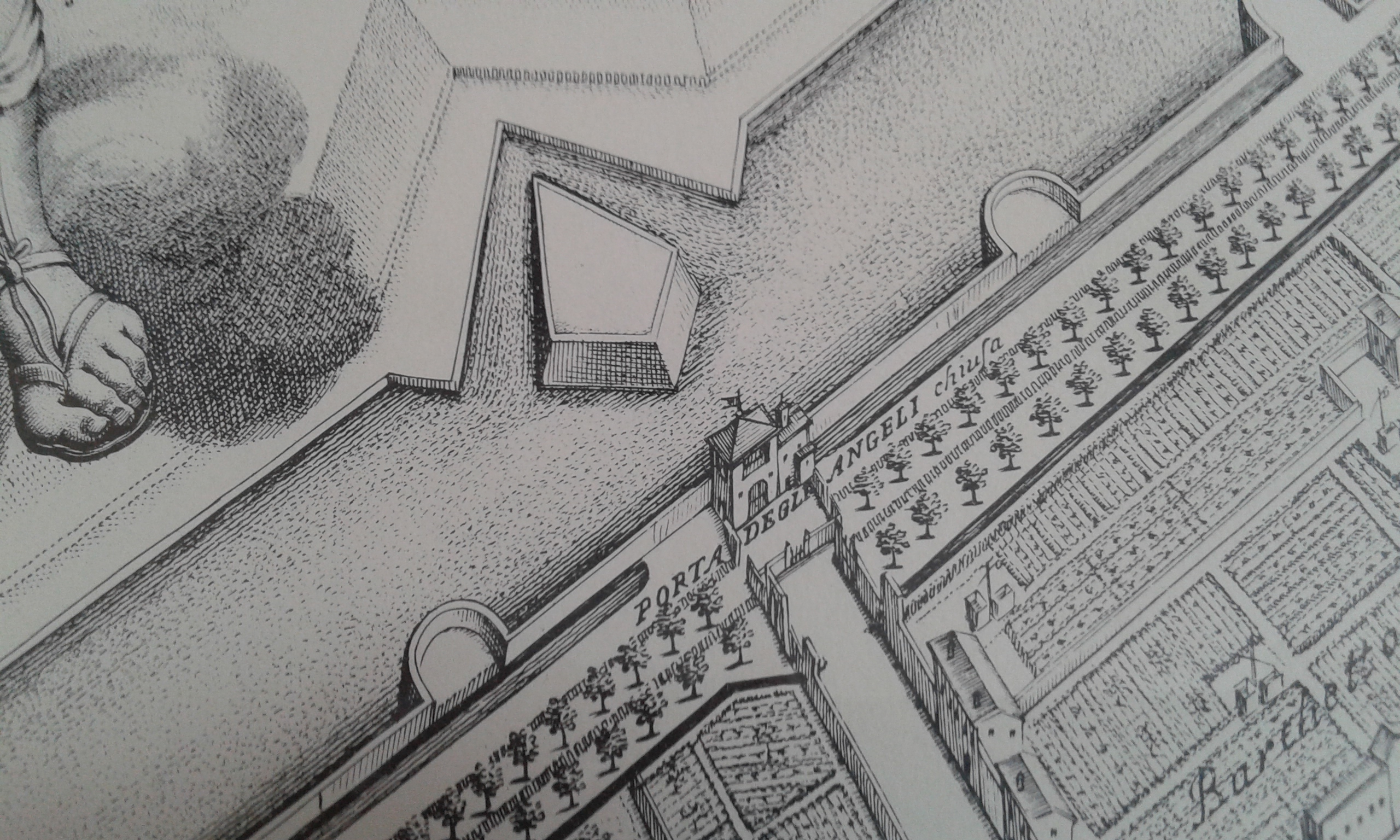
Il rivellino della Porta degli Angeli a Ferrara nel 1747, in un'antica incisione di Andrea Bolzoni

## Diffusione

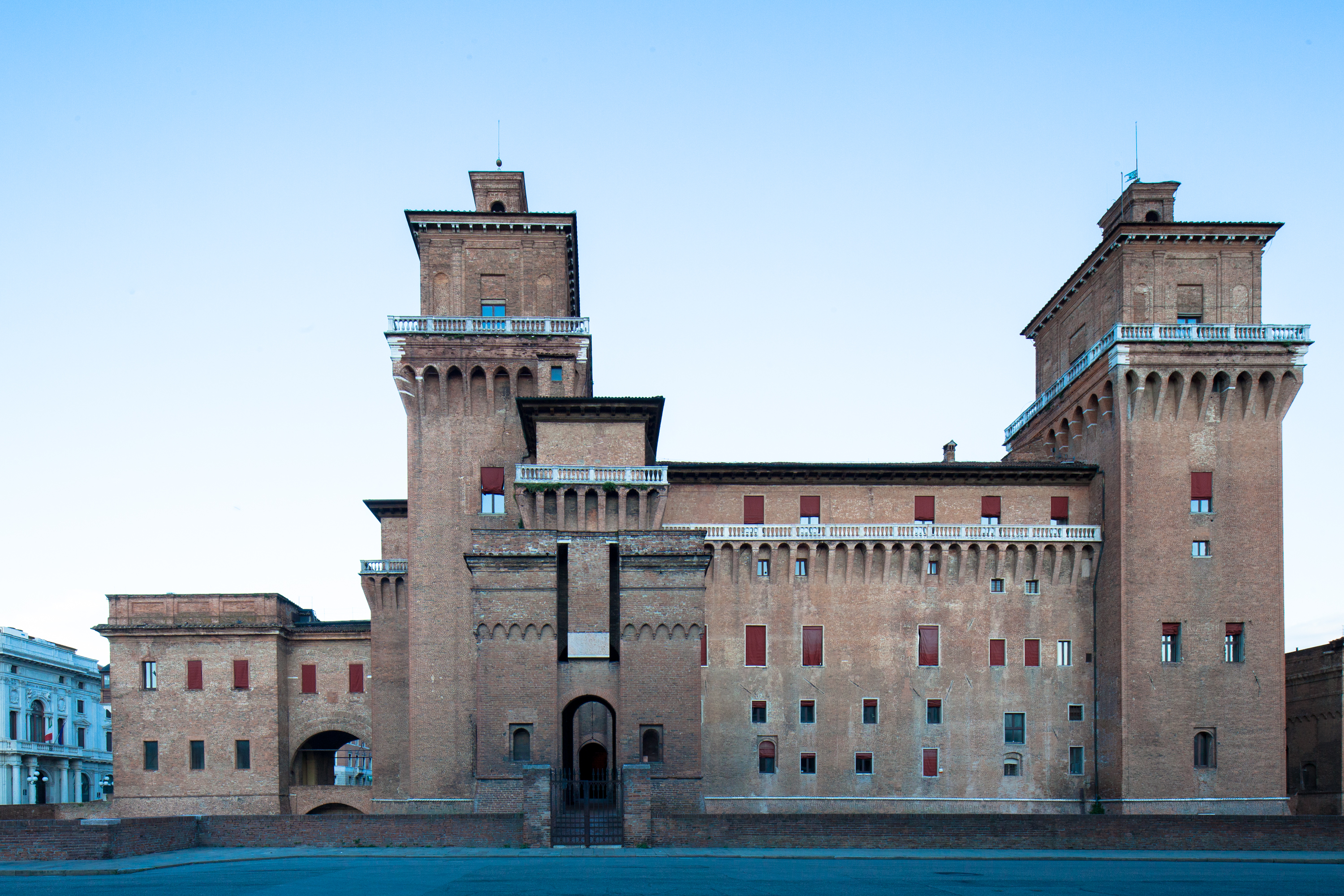
Il Castello Estense di Ferrara: al centro il rivellino trecentesco che protegge l'ingresso orientale; a sinistra il rivellino nord

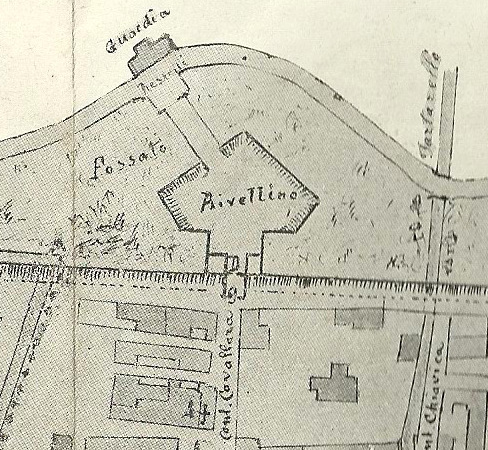
Rivellino di Castel Goffredo in una mappa del Cinquecento.

In quanto opera esterna di una fortificazione importante, quasi tutte le grandi fortezze o cinte murarie possedevano uno o più rivellini. Questi ultimi, però, erano spesso strutture provvisorie; non dovevano offrire protezione ad un assalitore che se ne fosse impadronito, perciò doveva essere facile renderli inutilizzabili nella fronte rivolta alla fortificazione che proteggevano. Questo, unitamente al fatto che quasi sempre le opere esterne si demolivano per ricavare nuovi spazi urbani quando le fortificazioni venivano smantellate, ne ha decretato la quasi totale scomparsa. In alcuni casi hanno però dato il loro nome a nuclei abitativi più o meno consistenti, che sorgevano nei pressi o che ne hanno occupato il posto. 
Quasi tutte le fortificazioni prevedevano questo accorgimento.
In Italia, fra le tante fortificazioni, ne conservano integralmente o parzialmente le fortezze di Palmanova, Alessandria, Sarzana, Ferrara, Milano, Livorno, Nola, Capua, Alvito, Pescara, Foggia, Piombino (Torrione e Rivellino), Poirino, Gallipoli, Vigoleno. Anche la fortezza di Castel Goffredo, ora scomparsa, era dotata di rivellino, costruito nel 1460 a protezione della Porta di Sopra. A Crotone il rivellino (o "pontone de Miranda" o "della Conigliera") fu terminato nel 1597 inizialmente come muro di contenimento e usato in seguito come opera di difesa accessoria al castello.
Nella fortificazione alla moderna il rivellino perde la libertà compositiva e l'aspetto di fortezza in miniatura, e la sua forma si irrigidisce in una struttura triangolare posta davanti alla cortina in cui si apre un ingresso; strutture analoghe, che però non prevedono un accesso alla fortificazione, erano invece definite mezzaluna se piazzate davanti a una cortina, controguardia davanti al bastione. il tracciato varia di dimensione (il rivellino della fortezza di Sarzanello a Sarzana è grande quanto la fortezza) e inclinazione a seconda dell'effetto che si vuole privilegiare; spesso il fossato si biforca ad isolare il rivellino, che comunica con la piazza mediante ponti volanti o levatoi. In tal senso, il rivellino realizzato da Leonardo da Vinci tuttora esistente a Locarno rappresenta il primo esempio di tale fortificazione militare.